# Predrag Stojaković
Predrag «Peđa »Stojaković (en serbocroata Предраг "Пеђа" Стојаковић; Požega, Yugoslavia, 9 de junio de 1977) es un exjugador de baloncesto serbio que disputó 20 temporadas como profesional, 13 de ellas en la NBA. Con 2,08 metros de altura, jugaba en la posición de alero.
En el momento de su retirada era el único jugador europeo que había sido el segundo máximo anotador en la temporada regular de la NBA, con un promedio anotador de 24,2 puntos por partido (2003-2004). También es el segundo baloncestista nacido en Europa con mejor porcentaje de tiros libres (89,5%) en la NBA (le arrebató la primera posición José Manuel Calderón) y el segundo en porcentaje de triples (40,1%), solo superado por su excompatriota Dražen Petrović (43,7%), y cuenta con un anillo de campeón de la NBA con Dallas Mavericks (2011). Desde 2018 a 2020 desempeñó la función de asistente al manager general de los Sacramento Kings.
Fue campeón de Europa (2001) con Yugoslavia siendo el máximo anotador del equipo campeón promediando 23 puntos por partido. Al año siguiente, en 2002, fue Campeón del Mundo con Yugoslavia, siendo el máximo anotador del equipo campeón (18,8 pts.), el máximo reboteador (5,3 rbs.) y el segundo máximo asistente (2,8 asists.), por delante de sus compatriotas Dejan Bodiroga y Vlade Divac.
Fue el primer extranjero (no estadounidense) en ganar un Concurso de Triples All-Stars NBA y el único en hacerlo dos veces.

## Trayectoria deportiva
Desde su debut en un equipo sénior, en 1992, con apenas 14 años de edad, y su retirada en 2011, con sus 20 temporadas profesionales disputadas, Stojaković tuvo una de las carreras más longevas de la historia del baloncesto moderno.

### Inicios
A los 15 años de edad, Stojakovic fue el jugador más joven en proclamarse Campeón de la Liga de Yugoslavia con el Estrella Roja de Belgrado, en junio de 1993, frente al Partizan de Belgrado, pocos días antes de cumplir los 16 años. El resultado final de la eliminatoria fue de 4-1; los campeones del Estrella Roja tenían una plantilla formada por: Saša Obradović, Nebojsa Ilić, Marinković, Jovanović, Lisica, Dejan Tomašević, Vidačič, Alexander Trifunović, Cvetković, Kaličanin y Stojaković.
En 1993, a la edad de 16 años, se mudó a Grecia para jugar baloncesto profesionalmente con el PAOK Salónica, equipo en el que militó cinco temporadas. Ese mismo año, Stojaković adquirió la nacionalidad griega.[cita requerida] En su última temporada en Grecia y en Europa, 1997-1998, en una época muy defensiva y de anotaciones bajísimas, Stojakovic promedió 23,9 puntos por partido en la Liga de Grecia y 20,9 puntos por partido en la EuroLeague. Al finalizar esa temporada de súper anotador, dio el salto a la NBA.

### NBA

#### Sacramento Kings
Con 2,06 metros de estatura, su extraordinaria capacidad anotadora (con 20 años fue el jugador más joven de la historia en proclamarse máximo anotador de la Copa de Europa), en especial en el tiro de tres puntos, le llevó a ser seleccionado en 1996 por los Sacramento Kings en el draft de la NBA. Stojaković continuó jugando en Grecia hasta la temporada 1997-98 (proclamándose MVP de la Liga Griega), al término de la cual fichó por los Sacramento Kings.
Después de dos temporadas en el banquillo en Sacramento, se asentó en la NBA en la temporada 2000-01 al promediar 20,4 puntos y 5,8 rebotes por partido y conseguir un promedio de 40% en triples. No obstante pudo finalizar en segunda posición en la votación para ser el Jugador Más Mejorado de la NBA ese año, trofeo que terminó en manos del All-Star Tracy McGrady. Esa temporada quedó subcampeón del concurso de triples del All-Star Game, quedando tan sólo 2 triples por debajo de Ray Allen (19 triples). Sus compañeros de equipo Vlade Divac y Chris Webber participaron en el All-Star Game.
A partir de ahí se convirtió en un fijo en el quinteto de los Kings, donde compartió los mejores años de la franquicia junto con Mike Bibby, Doug Christie, Chris Webber y su gran amigo Vlade Divac.
En el año 2002, los Kings llegaron a su apogeo junto con un gran Stojakovic, que promedió 21,2 puntos y 5,2 rebotes por partido. Pedja Stojakovic no cuajó un excelente Play-Off y se quedó con 14,8 puntos por partido. Como logro personal, Stojakovic ganó su primer concurso de triples del All-Star Game de Filadelfia, empatando a 19 con Wesley Person, pero ganando en el desempate 9 a 5 triples. Además de debutar en el All Star Game, además su compañero Chris Webber volvió a participar en el All-Star Game. Peja aportó 11 puntos en 18 minutos, teniendo el privilegio de defender a la leyenda Michael Jordan. El alero de los Kings terminó con 129 triples. En la primera ronda de playoffs se enfrentaron a Utah Jazz, esta vez con venganza para el equipo californiano acabando la serie 3-1, en el último partido Stojakovic anotó 30 puntos. En segunda ronda los Kings enfrentan a Dallas Mavericks, ambos equipos tenían una fuerte rivalidad en el oeste. En el primer partido Stojakovic aportó 26 puntos con 10 rebotes, en el segundo partido un doble-doble de 14 puntos con 12 rebotes. En el tercer partido Stojakovic sufrió una lesión que le impidió participar el resto de la serie ante los Mavericks liderados por Michael Finley, Steve Nash y Dirk Nowitzki, aun así los Kings ganaron la serie en 5 partidos. Stojakovic regresó a esos mismos playoffs después de un par de semanas lesionado, cuando su equipo se encontraba disputando las finales de conferencia oeste ante Los Angeles Lakers, comandados por Phil Jackson como entrenador. Stojakovic retornó tarde, se perdió los primeros cuatro partidos de la serie. No obstante, la serie estaba 2-2, los minutos del alero de los Kings fueron reducidos por su reciente lesión y únicamente jugó los últimos tres partidos de la serie. En el Game 7 los Kings fueron derrotados en la prórroga 106-112, quedando eliminados. Por Sacramento Mike Bibby aportó 29 puntos, Chris Webber 20 puntos 11 asistencias y 8 rebotes. Pese a estas buenas actuaciones individuales el mal juego ofensivo desarrollado por Doug Christie (4 puntos en 39 minutos con 2-11 en tiros de campo) y el mismo Stojakovic (con 8 puntos con 3-12 en tiros de campo) pudo ser uno de los culpables de la derrota. Así pues, el equipo de Los Ángeles le robó el sueño de llegar a la Final de la NBA, gracias a un apretadísimo 4-3 en las series. En las Finales de la NBA, Los Angeles Lakers ganaron su tercer campeonato consecutivo ante New Jersey Nets.
Durante el año 2003, ganó el concurso de triples de All-Star. Por segundo año consecutivo, jugó el All-Star Game de Atlanta, con 5 puntos en 13 minutos. Su equipo del oeste fue liderado por 37 puntos y 9 rebotes de Kevin Garnett y el este liderados por 64 puntos combinados entre Allen Iverson y Tracy McGrady. Sacramento comienza la primera ronda de playoffs ante Utah Jazz venciéndolos en el Game 5. Peja acumuló en esa serie 22,6 puntos por partido con 54,9% en tiros de campo y 57,7% en triples. Al pasar a la conferencia semifinal, los Kings se ven las caras otras vez con sus grandes rivales de Dallas. Esta vez los Mavericks aprovecharon una lesión de Chris Webber para ganar la serie en siete partidos 99-112 en Texas. En el partido decisivo Peja acumuló 17 puntos y 9 rebotes en 46 minutos. El partido más cerrado y uno de los más históricos en la historia de la NBA fue el 3. Un partido que se fue a dos prórrogas 141-137 para el equipo tejano. Por Sacramento siete jugadores llegaron a un mínimo 11 puntos, incluyendo a Peja con 39 puntos en 56 minutos, con 14-30 en tiros de campo más 5-10 en triples. Por Dallas Steve Nash tuvo 31 puntos con 11 asistencias en 51 minutos, Michael Finley con 20 puntos en 56 minutos, Nick Van Exel con 40 puntos en 48 minutos incluyendo 6 triples, sin quedarse atrás el alemán Dirk Nowitzki hizo 25 puntos con 20 rebotes en 58 minutos.
Hubo que esperar al año 2004 para ver al gran Stojakovic en acción, aprovechó la lesión de Webber para convertirse en el "jugador franquicia" de Sacramento y promedió 24,2 puntos, 6,3 rebotes y 2,1 asistencias en 81 partidos, además de conseguir un 43% de acierto en tiros de 3 puntos. Fue el segundo mejor promedio anotador de la NBA en esa temporada regular, por delante de Kevin Garnett y sólo superado por Tracy McGrady. Es el único jugador europeo en lograr ser el segundo máximo anotador de la NBA en toda la historia de la liga. Realmente una temporada fantástica de Pedja Stojakovic, que Minnesota Timberwolves se encargó de estropear al eliminar a Sacramento en semifinales de conferencia por un ajustado 4-3, además cabe señalar que perdió la final del concurso de triples contra Voshon Lenard por 2 triples, y después de 2 años seguidos ganándola, ya no ha vuelto a jugar otro concurso de triples. También fue su último All Star Game, en Los Ángeles, donde jugó 13 minutos, anotando 5 puntos. Por tercer playoffs consecutivo vuelven a chocar ante Dallas Mavericks esta vez la serie la ganan los Kings en cinco partidos una vez más, la última vez había sido en 2002. En conferencia semifinal enfrentan a los mejorados Minnesota Timberwolves del MVP de esa misma temporada Kevin Garnett y del All-Star Sam Cassell. En el séptimo partido los Kings perdieron el partido 80-83 cortesía de un juego errado de Peja y Bibby, Peja con 8 puntos en 46 minutos y 3-12 en tiros de campo y Bibby 15 puntos con 4-13 en tiros de campo, no obstante aportó 8 rebotes y 8 asistencias. Encima de eso, Casell anotó 23 puntos con 7 asistencias y Garnett aportó 32 puntos con 21 rebotes. De esa manera los Wolves pasaron a conferencia final siendo eliminados ante los LA Lakers.
A partir de esta temporada, llegaron los problemas para Stojakovic. Chris Webber se recuperó de su lesión, pero Stojakovic no mantenía buena relación con él, además, su amigo Divac había sido contratado por los Lakers ya que los Kings no contaban con él. Entonces hizo elegir a los directivos de los Kings, o él o Webber. Al final Webber fue traspasado casi a la fecha límite para realizar traspasos en la NBA y acabó en los Philadelphia 76ers. Era la oportunidad para Pedja de convertirse en la referencia de los Kings. Pero no fue así. Esa misma temporada los Kings fueron eliminados por los Seattle Supersonics en Primera Ronda por 4-1.

#### Indiana Pacers
Empezó la temporada 2005-06 con muchas dudas en la franquicia de Sacramento, y Stojakovic no quería seguir en un equipo dónde no creían en él y dónde no se sentía motivado por todo lo que había ocurrido años anteriores. Al final, después de 31 partidos y promediando 16,5 puntos por partido (lo que reflejaba que Pedja no estaba jugando concentrado), fue traspasado a los Indiana Pacers a cambio del problemático Ron Artest. En Indiana, Stojakovic mejoró su juego y acabó promediando 19,5 puntos y 6,3 rebotes por partido en compañía del All-Star Jermaine O'Neal.

#### New Orleans Hornets
El All-Star ya no jugaría con Indiana Pacers, Stojakovic quedaba como agente libre y podía elegir destino, y después de un verano del 2006 muy movido, Pedja acabó firmando por los New Orleans Hornets, con un contrato de 12 millones $ hasta junio de 2011, convirtiéndose en el mejor pagado de la franquicia.
Después de haber podido elegir él su destino, y rodeado de jóvenes con mucho talento como el novato del año Chris Paul, Tyson Chandler y David West, y veteranos como Desmond Mason o su compañero en los Kings Bobby Jackson quien fue el mejor sexto hombre 2002-2003. Se pensaba que Pedja volvería a su mejor nivel, pero una grave lesión en la espalda le ha dejado disputar tan sólo 13 partidos la temporada 2006-2007, promediando 17,8 puntos y 4,2 rebotes. Por tanto, habrá que esperar a la temporada 2007-2008 para ver la mejor versión de Pedja Stojakovic.
A principios de la temporada 2007-2008 le hizo un roto a los Lakers haciendo 10/13 en triples, su mayor marca en la NBA.

#### Toronto Raptors
El 20 de noviembre de 2010, Stojaković fue traspasado a Toronto Raptors junto con Jerryd Bayless a cambio de Jarrett Jack, Marcus Banks y David Andersen. Stojaković solamente disputó dos partidos en la franquicia Canadiense.

#### Dallas Mavericks
Tras ser cortado por los Raptors el 20 de enero de 2011, a los cuatro días fichó por Dallas Mavericks. De pasar a ser uno de los baloncestistas mejor pagados del mundo (más de 12 millones de dólares anuales la temporada anterior), Stojaković firmó por el salario mínimo establecido por el convenio colectivo vigente, de poco más de 400.000 dólares al año. Rechazando las ofertas multimillonarias de los equipos de su país de adopción, Grecia, el Olympiacos y el Panathinaikos, Stojaković firmó por una cantidad bajísima, lo que se interpretó como una señal de compromiso por lograr el tan ansiado anillo de campeón NBA. Como ejemplo de ese compromiso, el 8 de mayo de 2011, contribuyó decisivamente a la eliminación de L.A. Lakers (4-0 en dichas semifinales de Conferencia Oeste), saliendo desde el banquillo y aportando 21 puntos para Dallas Mavericks, con 6 triples anotados sin fallo, además de un 100% también en tiros libres. El 12 de junio de 2011, tres días después de cumplir los 34 años de edad y tras doce temporadas completas en la NBA, Stojaković logró por fin proclamarse Campeón de la NBA, obteniendo el ansiado anillo ante unos Miami Heat liderados por los All-Star LeBron James, Dwyane Wade y Chris Bosh. En diciembre de 2011 anuncia su retirada como profesional, debido principalmente a las lesiones, ya que arrastraba problemas en la espalda y el cuello.

### Retirada de camiseta (num. 16) por los Sacramento Kings
El 16 de septiembre de 2014 los Sacramento Kings emitieron un comunicado en el que se daba a conocer que el número 16 de Peja Stojakovic sería retirado el día 16 de diciembre, cuando los Kings reciban a los Oklahoma City Thunder. En el mismo comunicado el propietario de los Kings, Vivek Ranadivé, destacó que "Peja fue indispensable para ubicar al equipo en el mapa, a escala global como uno de los selectos miembros de un grupo de jugadores Serbios en la NBA, Peja ayudó a hacer sitio para jugadores de baloncesto de todo el mundo."[cita requerida]

### Triplista histórico
Si se combina el número de triples anotados en temporada regular (quinto, por detrás de Reggie Miller, Ray Allen, Jason Kidd y Jason Terry) y en los Play-Offs, con su porcentaje de acierto en temporada regular (40,1%, mientras que los cuatro citados tienen 39,9%, 39,5%, 34,8 y 39,4 respectivamente) Stojakovic se puede considerar estadísticamente como el mejor triplista de la historia de la NBA hasta la aparición de Stephen Curry y Klay Thompson. Además, Ray Allen ha disputado 15 temporadas y Jason Kidd y Reggie Miller 17 cada uno, mientras que Stojakovic "sólo" ha disputado 14.
Stojaković fue además el jugador más joven de la historia de la NBA en alcanzar los 1500 triples convertidos en temporada regular y el único en alcanzarlos siendo menor de treinta años. Es además, el segundo jugador de la historia de la temporada regular de la NBA en triples anotados por partido, con un ratio de 2,18 triples por partido (1760 triples anotados en 804 partidos), sólo superado por Ray Allen (2,58 triples por partido) y por delante de históricos como Reggie Miller (1,84 triples por partido).
Si se suman todos los triples anotados en toda su carrera, desde su debut en el Estrella Roja (1992) hasta su retirada (2011), incluyendo 2 temporadas en la Liga Yugoslava, 5 en la Liga Griega, 13 en la NBA y sus partidos con la Selección serbo-montenegrina de Yugoslavia (1999, 2000, 2001 y 2002), Stojaković fue, de facto, el máximo triplista de la Historia del Baloncesto. Una década más tarde fue superado por Stephen Curry y Klay Thompson.

## Estadísticas de su carrera en la NBA
|  | Líder de la liga                                 |
|  | Denota temporada en la que fue Campeón de la NBA |

### Temporada regular
| Año      | Equipo           | PJ  | PT  | MPP  | %TC  | %3P  | %TL   | RPP | APP | ROB | TPP | PPP  |
| -------- | ---------------- | --- | --- | ---- | ---- | ---- | ----- | --- | --- | --- | --- | ---- |
| 1998–99  | Sacramento       | 48  | 1   | 21.4 | .378 | .320 | .851  | 3.0 | 1.5 | .9  | .2  | 8.4  |
| 1999–00  | Sacramento       | 74  | 11  | 23.6 | .448 | .375 | .882  | 3.7 | 1.4 | .7  | .1  | 11.9 |
| 2000–01  | Sacramento       | 75  | 75  | 38.7 | .470 | .400 | .856  | 5.8 | 2.2 | 1.2 | .2  | 20.4 |
| 2001–02  | Sacramento       | 71  | 71  | 37.3 | .484 | .416 | .876  | 5.3 | 2.5 | 1.1 | .2  | 21.2 |
| 2002–03  | Sacramento       | 72  | 72  | 34.0 | .481 | .382 | .875  | 5.5 | 2.0 | 1.0 | .1  | 19.2 |
| 2003–04  | Sacramento       | 81  | 81  | 40.3 | .480 | .433 | .927  | 6.3 | 2.1 | 1.3 | .2  | 24.2 |
| 2004–05  | Sacramento       | 66  | 66  | 38.4 | .444 | .402 | .920  | 4.3 | 2.1 | 1.2 | .2  | 20.1 |
| 2005–06  | Sacramento       | 31  | 31  | 37.0 | .403 | .397 | .933  | 5.3 | 2.2 | .6  | .1  | 16.5 |
| 2005–06  | Indiana          | 40  | 40  | 36.4 | .461 | .404 | .903  | 6.3 | 1.7 | .6  | .2  | 19.5 |
| 2006–07  | New Orleans/O.C. | 13  | 13  | 32.7 | .423 | .405 | .816  | 4.2 | .8  | .6  | .3  | 17.8 |
| 2007–08  | New Orleans      | 77  | 77  | 35.2 | .440 | .441 | .929  | 4.3 | 1.2 | .7  | .1  | 16.4 |
| 2008–09  | New Orleans      | 61  | 59  | 34.2 | .399 | .378 | .894  | 4.3 | 1.2 | .9  | .1  | 13.3 |
| 2009–10  | New Orleans      | 62  | 55  | 31.4 | .404 | .375 | .897  | 3.7 | 1.5 | .8  | .1  | 12.6 |
| 2010-11  | New Orleans      | 6   | 0   | 14.8 | .424 | .440 | .857  | 1.0 | 1.0 | .3  | .0  | 7.5  |
| 2010-11  | Toronto          | 2   | 0   | 11.0 | .700 | .667 | 1.000 | 1.5 | .5  | .0  | .0  | 10.0 |
| 2010-11  | Dallas           | 25  | 13  | 20.2 | .429 | .400 | .938  | 2.6 | .9  | .4  | .1  | 8.6  |
| Total    | Total            | 804 | 665 | 33.5 | .450 | .401 | .895  | 4.7 | 1.8 | .9  | .1  | 17.0 |
| All-Star | All-Star         | 3   | 0   | 14.7 | .364 | .385 | .000  | 2.0 | 1.0 | .3  | .0  | 7.0  |

### Playoffs
| Año     | Equipo      | PJ | PT | MPP  | %TC  | %3P  | %TL   | RPP | APP | ROB | TPP | PPP  |
| ------- | ----------- | -- | -- | ---- | ---- | ---- | ----- | --- | --- | --- | --- | ---- |
| 1998–99 | Sacramento  | 5  | 0  | 21.6 | .346 | .214 | 1.000 | 3.8 | .4  | .6  | .0  | 4.8  |
| 2000    | Sacramento  | 5  | 0  | 25.8 | .400 | .462 | .667  | 3.4 | .6  | .8  | .0  | 8.8  |
| 2001    | Sacramento  | 8  | 8  | 38.4 | .406 | .346 | .968  | 6.4 | .4  | .6  | .4  | 21.6 |
| 2002    | Sacramento  | 10 | 7  | 33.8 | .376 | .271 | .897  | 6.3 | 1.0 | .5  | .0  | 14.8 |
| 2003    | Sacramento  | 12 | 12 | 40.5 | .480 | .457 | .850  | 6.9 | 2.5 | .8  | .4  | 23.1 |
| 2004    | Sacramento  | 12 | 12 | 43.1 | .384 | .315 | .897  | 7.0 | 1.5 | 1.8 | .2  | 17.5 |
| 2005    | Sacramento  | 5  | 5  | 40.6 | .470 | .367 | .955  | 5.2 | 1.4 | .8  | .2  | 22.0 |
| 2006    | Indiana     | 2  | 2  | 25.5 | .444 | .000 | .857  | 4.5 | 2.0 | .5  | .5  | 11.0 |
| 2008    | New Orleans | 12 | 12 | 37.9 | .436 | .549 | .926  | 5.4 | .5  | .5  | .1  | 14.1 |
| 2009    | New Orleans | 5  | 5  | 32.4 | .367 | .308 | .923  | 2.8 | .4  | .8  | .2  | 11.2 |
| 2011    | Dallas      | 19 | 0  | 18.4 | .408 | .377 | .778  | 1.7 | .4  | .6  | .1  | 7.1  |
| Total   | Total       | 95 | 63 | 32.7 | .418 | .376 | .900  | 4.9 | 1.0 | .8  | .2  | 14.4 |